# Пятино (Верховажский район)
Пятино — деревня в Верховажском районе Вологодской области.
Входит в состав Нижне-Важского сельского поселения (до 2015 года входила в Наумовское сельское поселение), с точки зрения административно-территориального деления — в Наумовский сельсовет.
Расстояние по автодороге до районного центра Верховажья — 7,6 км, до центра муниципального образования Наумихи — 9,5 км. Ближайшие населённые пункты — Моисеевская, Афонинская, Большое Ефимово, Малое Ефимово, Марковская.
По переписи 2002 года население — 5 человек.
Правильное название этой деревни ПятинА (от слова ПятИна). Это одна из старейших деревень Верховажского района.